# Шереметев, Дмитрий Николаевич
Граф Дмитри́й Никола́евич Шереме́тев (3 [15] февраля 1803, Санкт-Петербург — 12 [24] сентября 1871, Кусково, Московская губерния) — камергер и гофмейстер из рода Шереметевых, известен своей благотворительной деятельностью.

## Биография
Сын графа Николая Петровича Шереметева и Прасковьи Ивановны Ковалевой, по сцене Жемчуговой, бывшей крепостной актрисы театра. Родился в Петербурге, крещён 5 февраля 1803 года в Симеоновской церкви на Моховой, крестник графа Г. Г. Кушелева и княгини А. В. Щербатовой. В неполные шесть лет остался круглым сиротой.
Дмитрий Николаевич получил домашнее образование; 14 апреля 1820 года был пожалован в камер-пажи.

…представляясь по этому случаю императору Александру I, он между прочим высказал, что «имеет усердное желание не только охранять во всей неприкосновенности памятник человеколюбия, родителем его воздвигнутый, Странноприимный Дом в Москве, но и усугубить благотворительность заведения сего на пользу общую».
В апреле 1823 года поступил на службу корнетом в Кавалергардский полк, с которым в декабре 1825 года участвовал в подавлении восстания декабристов. С 1827 года — поручик, с 1830 года — штабс-ротмистр, в 1831 году пожалован во флигель-адъютанты.
Участвовал в походе против восставшей Польши и находился с полком при взятии Варшавы; был награждён орденом Св. Владимира 4-й степени с бантом. В 1833 году произведён в ротмистры. По прошению, 3 декабря 1838 года уволен от военной службы и перешёл на гражданскую службу — коллежским советником в Министерство внутренних дел; в том же месяце был пожалован в камергеры. Был произведён 9 мая 1853 года в действительные статские советники, с 1856 года — гофмейстер.
Дмитрий Николаевич был попечителем Странноприимного дома в Москве, жертвуя огромные суммы в дополнение к средствам, оговоренным при открытии учреждения. Во времена его деятельности прижилась поговорка «жить на шереметевский счёт». В середине XIX в. на этот счёт существовали московские храмы, обители, гимназии, приюты и отчасти Петербургский университет. В 1840-х годах Дмитрий Николаевич исполнял обязанности Почётного попечителя санкт-петербургских гимназий, в 1843 году был удостоен звания почётного члена Петербургского университета. Помощь графа сыграла решительную роль в преображении Лазаревской церкви в Александро-Невской лавре.
Неустанно занимаясь делами благотворительности, граф Д. Н. Шереметев заслужил уважение и в обществе, и в императорской семье. Признанием исключительных заслуг графа стал тот факт, что император Александр II с императрицей Марией Александровной, приехав в преддверии коронации в Москву (1856), оказали виднейшему благотворителю России честь, целую неделю прожив у него в селе Останкино.
Владея около 150 000 душ крестьян и несколькими сотнями тысяч десятин земли (включая усадьбу Вороницкую), получаемый доход Д. Н. Шереметев тратил преимущественно на дела милосердия. Когда же, после освобождения крестьян, доходы графа уменьшились и вследствие этого пришлось сокращать расходы, он первым делом сократил расходы на личную жизнь, всячески стараясь делу благотворения отдавать прежние суммы.
В 1857 году второй раз женился на Александре Григорьевне Мельниковой и поселился в её родовом имении в селе Высоком. с 1860 года начал застраивать усадьбу. Проект зданий и общая планировка усадьбы были выполнены известным архитектором Бенуа Н. Л. Строительство велось с 1867 по 1873 год. В 1893 году в Высоком открылась почтово-телеграфная станция, была запущена паровая машина для подъёма воды из реки Вазузы в дома. В 1918 году, после национализации имения, значительная часть ценностей была вывезена в Москву в Российский музейный фонд. В настоящее время церковь находится в полуразрушенном состоянии, сохранились остатки парка и большинства построек усадьбы.

Состоял в различных обществах: с 1825 года — член Вольного экономического общества, с 1833 года — почётный член Императорского Московского общества естествоиспытателей, с 1846 года — почётный член Петербургского филармонического общества. Д. Н. Шереметев был знатоком и ценителем музыки, в течение полувека содержал в своем петербургском Фонтанном доме хоровую капеллу. Заботился о людях искусства, оказывая материальную помощь художникам, певцам, музыкантам. Просторные залы Фонтанного дома часто превращались в мастерскую как знаменитых, так и безызвестных живописцев. Так, в 1827 году Орест Кипренский писал портрет Пушкина на фоне анфилады парадных комнат.
Умер 12 (24) сентября 1871 года в своём подмосковном имении Кусково. Похоронен был в Санкт-Петербурге в фамильной усыпальнице в Лазаревской церкви Александро-Невской лавры.

## Награды
Кавалер орденов Св. Владимира 4-й степени с бантом (1831), Св. Станислава 1-й степени (1856), Св. Анны 1-й (1858) и 3-й степени, Св. Владимира 2-й степени (1871).

## Семья
Был женат дважды и имел 4-х детей:

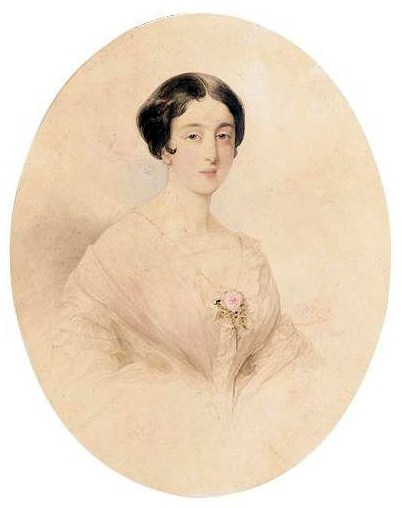
Анна Сергеевна, 1-я жена

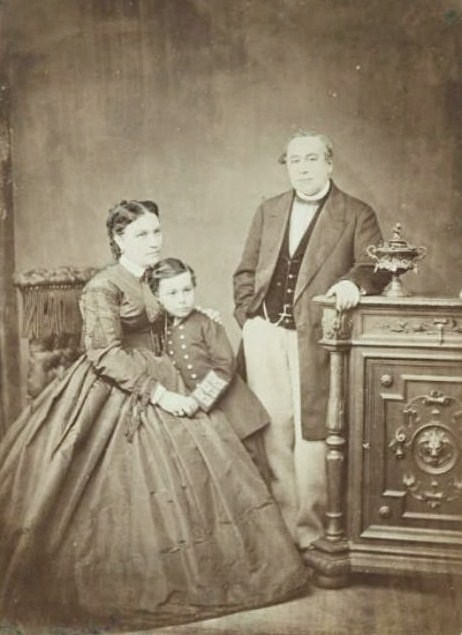
Д. Н. Шереметев со второй женой и сыном Александром

1. жена (18 апреля 1838 года)[4] — Анна Сергеевна Шереметева (16.05.1811—11.06.1849), дочь Сергея Васильевича Шереметева (1786—1835) от брака с Варварой Петровной Алмазовой (1786—1857)[5]. Фрейлина императрицы Александры Федоровны; талантливая певица и пианистка[6]; автор интересного дневника. Была почётным членом Санкт-Петербургского филармонического общества. Скончалась в Кусково, погребена в Знаменской церкви Новоспасского монастыря.
  - Николай Дмитриевич (15.04.1839[7]—20.10.1843), родился в Петербурге в доме родителей на Фонтанке, был назван в честь деда — графа Николая Петровича. Крещён 4 мая 1839 года в Казанском соборе при восприемстве императора Николая Павловича, лично прибывшего в церковь на крестины, и бабушки Варвары Петровны Шереметевой. Скончался от скарлатины.
  - Сергей Дмитриевич (1844—1918)
2. жена (10 ноября 1857 года)[8] — Александра Григорьевна Мельникова (1824—20.12.1874[9]), внучка генерал-майора флота Михаила Леонтьевича Мельникова и дочь капитан-лейтенанта флота (позже тайного советника); выпускница Смольного института. Окончив образование, проживала вместе сестрами в своем небольшом имении Высокое Смоленской губернии. Будучи уже не первой молодости и довольно полной, она смогла увлечь одного из самых богатых людей России графа Шереметева своим дивным голосом. По словам современницы, граф восторгался её голосом, полюбил её и решил на ней жениться, на что должен был получить высочайшее позволение. Прося о разрешении у Александра II, он выразился так: «На первой жене я женился по вашему выбору и желанию. Второй раз женюсь по выбору сердца и любви»[10]. Брак был разрешён, и молодая графиня смогла всецело подчинить своему влиянию мужа, из-за чего у графа Сергея были сложные отношения с мачехой. Была деятельной благотворительницей и делала много добра. Умерла в Петербурге от болезни мозга, похоронена в Лазаревской усыпальницы Александро-Невской лавры[11].
  - Александр Дмитриевич (1859—1931)
  - Екатерина Дмитриевна (26.10.1860[12]—08.01.1861), крещена 25 ноября 1860 года в Симеоновской церкви при восприемстве брата графа Сергея и Т. Б. Потёмкиной.